# Tapinoma fragile
Tapinoma fragile es una especie de hormiga del género Tapinoma, subfamilia Dolichoderinae. Fue descrita científicamente por Smith en 1876.
Se distribuye por Mauricio y Maldivas.

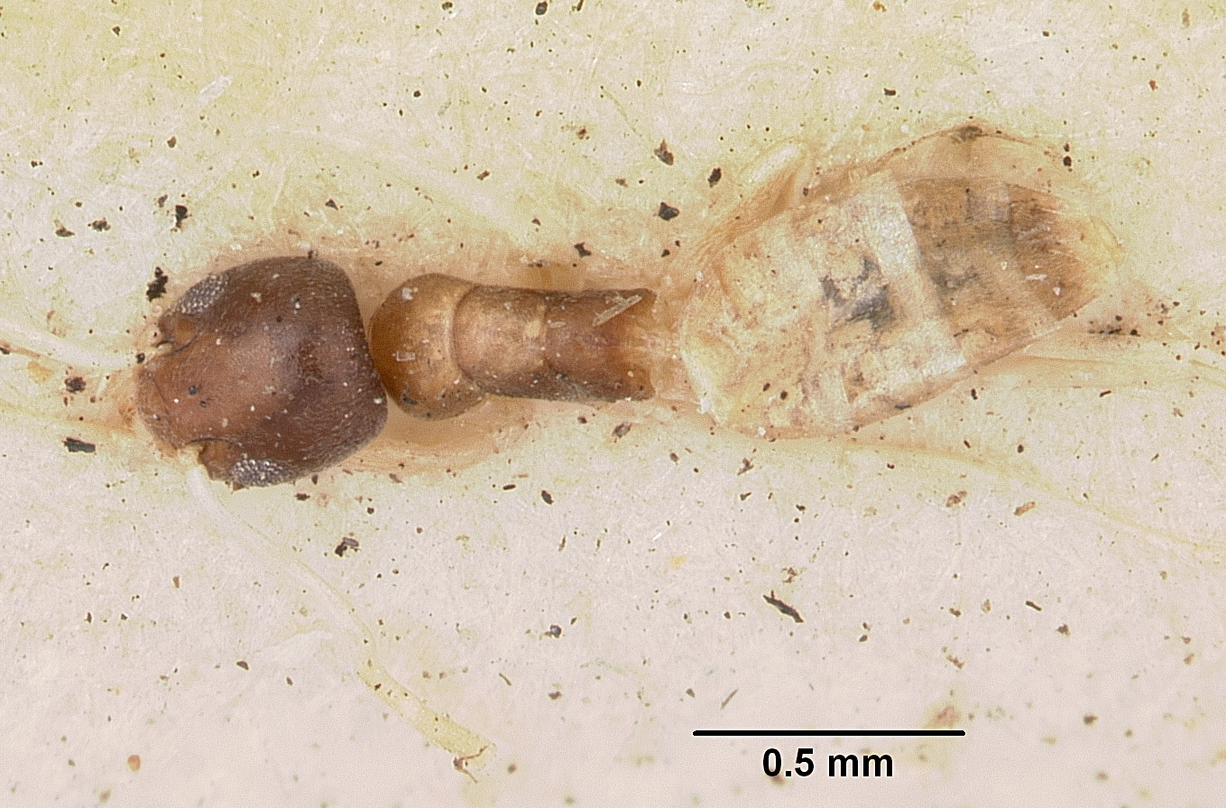
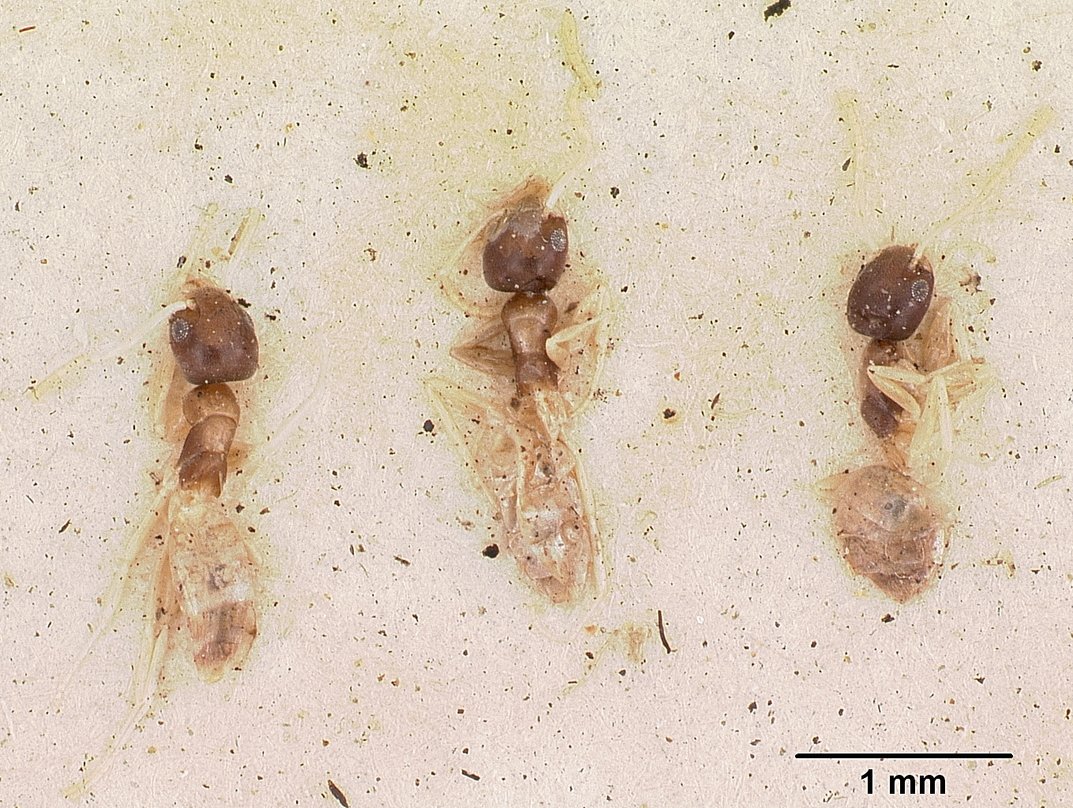
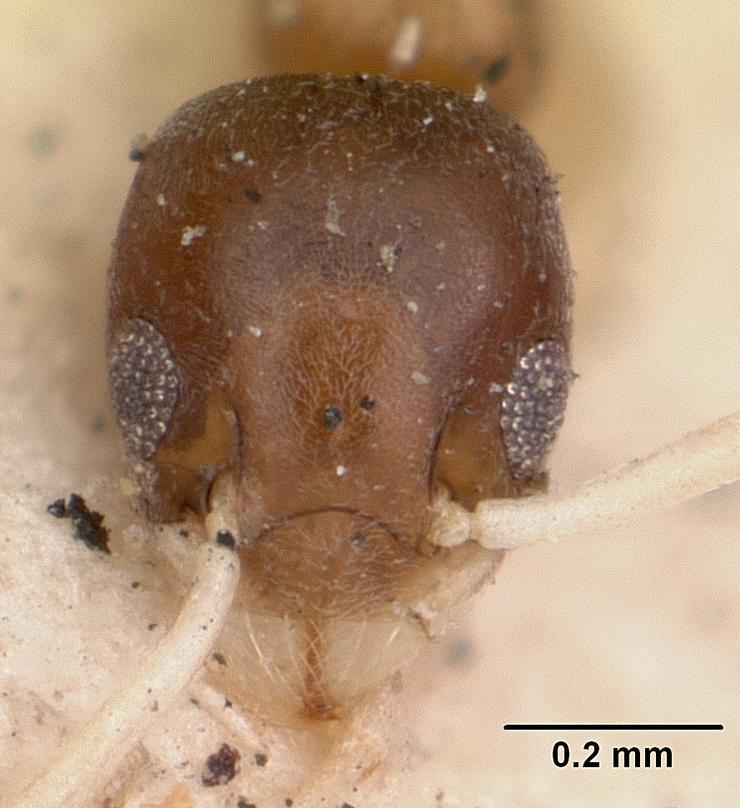